# Vincenzo Bellavere
Vincenzo Bellavere, auch in den Schreibweisen Bellaver, Bell’haver oder Bell’avere vorkommend, (* um 1540; † 29. August 1587 in Venedig) war ein italienischer später Renaissance-Komponist und Organist der Venezianischen Schule. Er hat bedeutende Madrigale und Werke der Venezianischen Mehrchörigkeit geschrieben.

## Leben und Werk
Vincenzo Bellavere lebte in der zweiten Hälfte des 16. Jahrhunderts. Das genaue Geburtsdatum und der Geburtsort sind unbekannt. 1567 wird Bellavere erstmals als Organist der Crosieri-Kirche in Padua erwähnt. Im gleichen Jahr bewarb er sich erfolglos als Organist an der Kathedrale von Padua. 1568 wurde er Organist an der Scuola Grande di San Rocco in Venedig. 1584 kehrte er nach Padua zurück, wo er die Organistenstelle an der Kathedrale einnehmen konnte. Wegen Meinungsverschiedenheiten mit den Kanonikern – es ging wohl um ein unentschuldigtes Fernbleiben vom Dienst – musste er im Dezember 1585 seine Stelle an Sperandio Saloni abtreten. Bellavere war ein Schüler von Andrea Gabrieli. Er ging nach Gabrielis Tod 1586 aus einem Wettbewerb für die Neubesetzung von Gabrielis Organistenstelle am Dom von San Marco mit den weiteren Gabrieli-Schülern Paolo Giusto und Antonio Romatúni  als Sieger hervor. Er wurde von den Prokuratoren der Republik Venedig in der in Frage stehenden Position offiziell am 30. Dezember 1586 bestätigt. Neun Monate später, am 29. August 1587 starb Bellavere.
Bellaveres musikalische Bedeutung ist indirekt zu erschließen. Er erhielt mit 100 Dukaten pro Jahr eine Vergütung, die seinen damaligen Ruhm bestätigt. Seine Position als Organist am Markusdom blieb nach seinem Tod ein Jahr vakant und wurde dann erst mit Giuseppe Guami aus Lucca besetzt. Der Ruhm von Bellavere lag beziehungsweise liegt offensichtlich in seinen Kompositionen. Nur sein Secondo Libro de Madrigali a cinque voci (das „Zweite Buch der Madrigale für fünf Stimmen“) ist direkt auf uns überkommen. Zahlreiche sakrale und profane Kompositionen von Bellavere finden sich in Florilegien, d. h. in Zusammenstellungen von Musikstücken seiner Zeit. Mehr als fünfzig Madrigale von Bellavere wurden im 16. und 17. Jahrhundert vorwiegend in Venedig unter Titeln wie Fiori musicali di diversi autori a tre voc, De Floridi Virtuosi d'Italia, Trionfo di musica di diversi oder Corona di dodici sonetti di Gio Battista Zuccarini […] posta in musica da dodici eccellentiss. autori a 5 voci veröffentlicht. Einige Motetten und ein Magnifikat wurde in der Sammlung Reliquiae sacrorum veröffentlicht. Bellavere war offensichtlich, als er die Organistenstelle in San Marco antrat, ein bedeutender Komponist.
Bellavere starb scheinbar sehr jung. Er erreichte ein Lebensalter von ungefähr 46 Jahren. Es fehlen bisher verlässliche Daten zur Bestimmung seines Lebensalters. Als hochtalentierter Komponist hätte Bellavere ein herausragender Vertreter der Venezianischen Mehrchörigkeit werden können.